# London Underground C69 Stock
Der  C69 bzw. C77 Stock war eine Baureihe elektrischer Triebzüge, die auf den Linien Circle Line, Hammersmith & City Line, der District Line und bis 1990 auch auf der Metropolitan Line der London Underground eingesetzt wurden. Die Zahl hinter dem C deutet auf die geplante Indienststellung 1969 (erste Serie) bzw. 1977 (zweite Serie) hin. Die Einheiten des C Stock sind Großprofilzüge für die Großprofilstrecken. Die Baureihe C ähnelt der etwa zur gleichen Zeit gebauten Reihe A, wegen des vorgesehenen Einsatzes auf den innerstädtischen Strecken, insbesondere der Circle Line, gibt es im Vergleich mehr Türen und für einen höheren Stehplatzanteil nur Längssitze. Im Gegensatz zu den meisten anderen Großprofilbauarten gibt es bei der Reihe C symmetrische Wagenenden, die dadurch freizügig kuppelbar sind. Eine Vorzugsorientierung von asymmetrischen Wagenenden mit einseitig verlegten Steuerleitungen steht der Betrieb auf der Ringlinie entgegen. Bei der Reihe C gibt es nur Triebwagen mit Führerstand (»Driving Motor Car«, DM) und Beiwagen (»Trailer Car«, T).
Zwischen Januar 2013 und Juni 2014 wurde die Baureihe durch die neuen Wagen des S Stock ersetzt. Am 29. Juni 2014 wurde eine Abschiedstour für diese Baureihe veranstaltet. Lediglich zwei Wagen des C77 Stock sind erhalten geblieben: Der Wagen 5701 wurde dem Royal Greenwich University Technical College geschenkt, der Wagen 5721 wurde dem London Transport Museum übergeben.

## Galerie

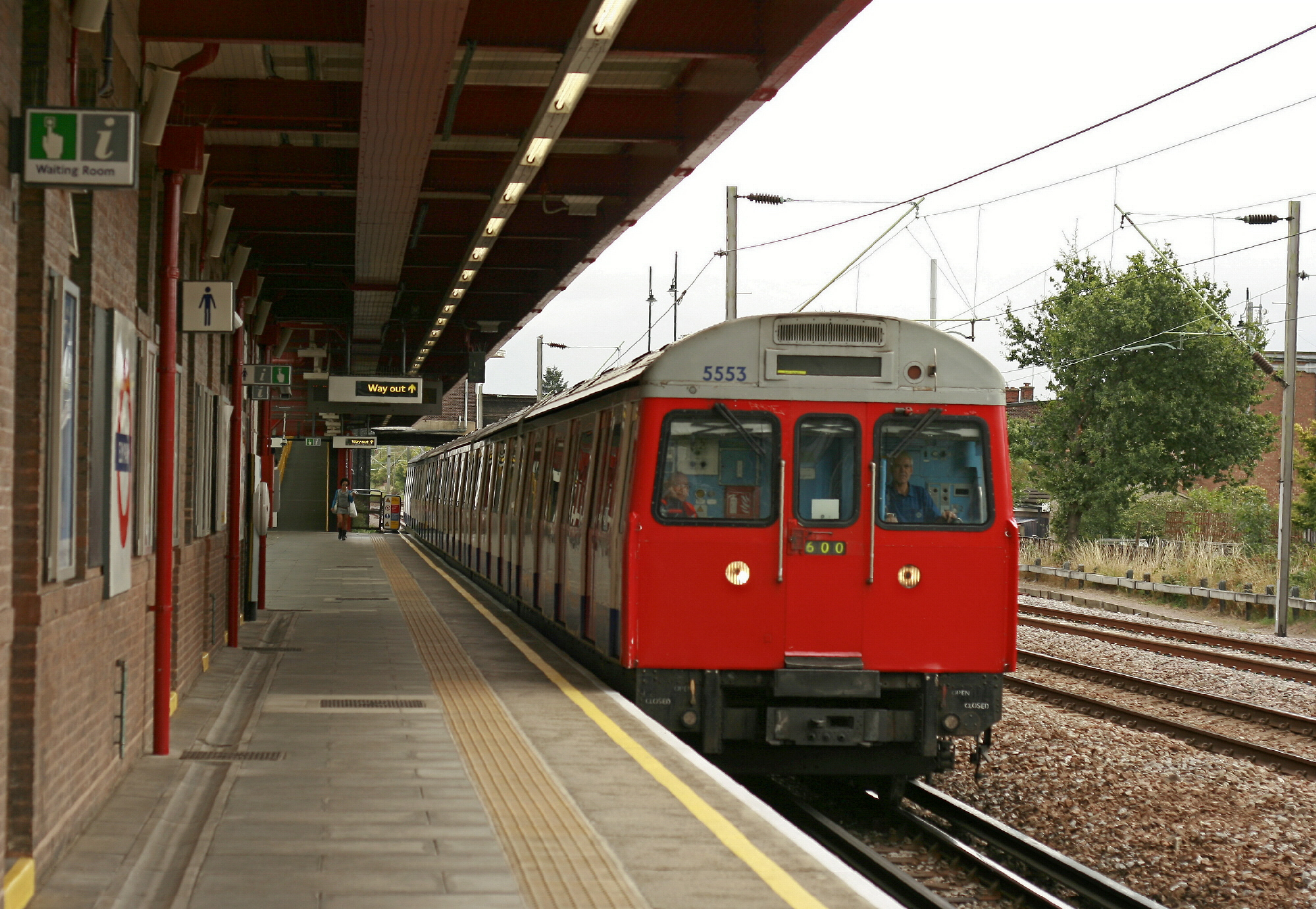
In der Station Elm Park
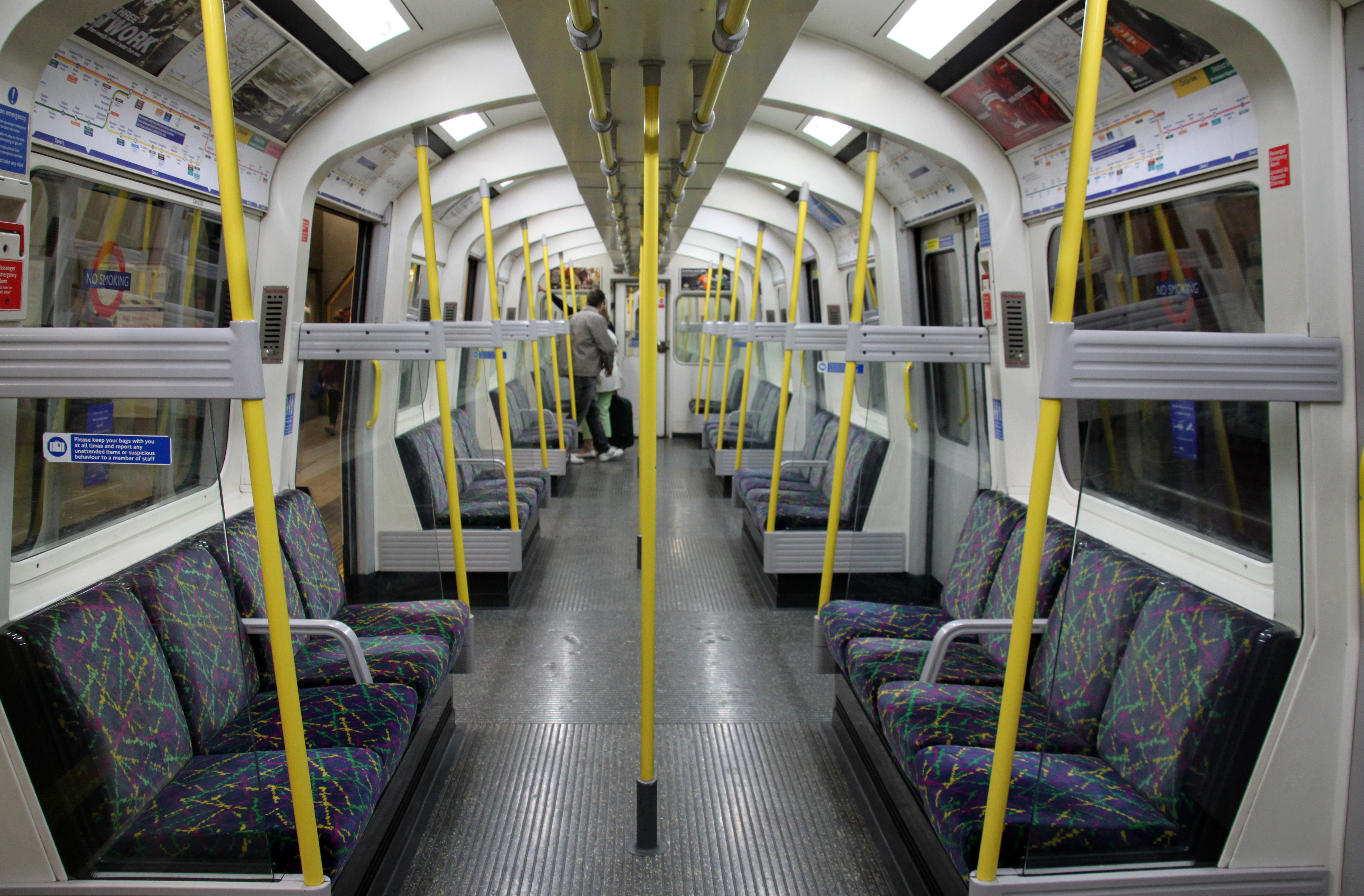
Innenansicht eines Wagens
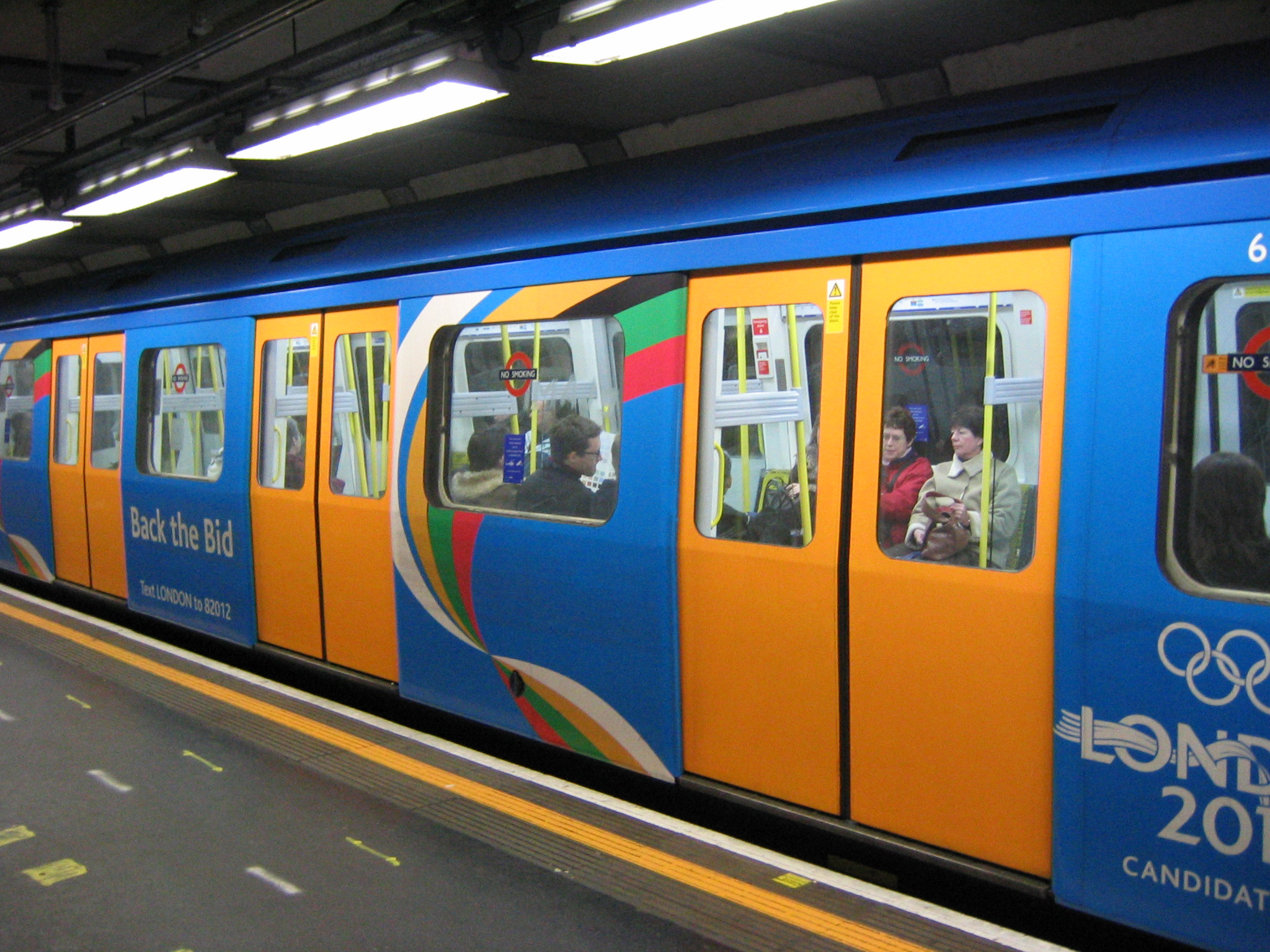
Sonderlackierung zur Olympiabewerbung 2012